# Läänemaa JK
Läänemaa JK is een Estische voetbalclub uit het kuuroord Haapsalu, in de provincie Läänemaa. Op 18 juli 2010 werd de club opgericht en de clubkleuren zijn blauw-wit. 
In 2010 begon men in de zesde klasse (IV liiga). Sinds de oprichting maakte het een opmars in de voetbalpiramide, in 2020 speelde het standaardelftal voor het eerst in de Esiliiga B, de derde klasse.